# Gada Kadoda
Gada Kadoda (àrab: غادة كدودة, Ḡāda Kadūda) és una enginyera sudanesa i professora associada del Garden City College for Science and Technology. Imparteix classes a la Universitat de Khartoum, on va iniciar un curs sobre gestió del coneixement. Anteriorment ha estat presidenta de la Societat Sudanesa del Coneixement. Va ser seleccionada com una de les 100 dones de la BBC el 2019.

## Biografia
Va estudiar ciències de la computació a la Universitat de Khartum el 1991. Es va mudar al Regne Unit després de graduar-se, on va estudiar sistemes d'informació al City de la Universitat de Londres. Es va traslladar a la Universitat de Loughborough per fer els seus estudis de doctorat, on va treballar en enginyeria de programari.

## Trajectòria
Com a investigadora postdoctoral, va anar a la Universitat de Bournemouth, on va treballar en mineria de dades i predicció. Es va traslladar a l'Imperial College de Londres per desenvolupar eines d'anàlisi i visualització de dades el 2001. Aquí es va interessar per la innovació, la transferència de coneixement i les col·laboracions.
El 2003 va anar a la Universitat de les Índies Occidentals com a professora d'informàtica. Des d'aleshores s'ha format com a gestora de coneixement certificada i ha estat presidenta de la Societat del coneixement sudanesa. Va treballar amb dues universitats, la Sudan University of Science and Technology i la University of Khartoum, per introduir programes d'innovació que donin suport als estudiants que volen emprendre. Treballa per convertir aquesta activitat en un laboratori d'innovació independent de la UNICEF.
Va ser membre fundador de Mehen, un centre de formació per a dones. Ha treballat perquè s'imparteixi una educació feminista i descolonial a les escoles i universitats sudaneses, així com la realització de tallers antiracistes. És membre de la Unió Internacional Contra la Tuberculosi i les Malalties Pulmonars i el Centre Nacional d'Informació del Sudan, a més d'organitzar la Xarxa Sudanesa de Futurs Equitatius. Va pronunciar una xerrada TED a Khartum el 2011.
El 2014 va ser seleccionada com Oneice Watch per UNICEF. Va ser seleccionada com una de les 100 dones de la BBC el 2019.

## Publicacions seleccionades
- Kadoda, Gada. Networks of Knowledge Production in Sudan: Identities, Mobilities, and Technologies.  Lexington Books, 2016. ISBN 978-1498532129.
- Kadoda, Gada; Shepperd, Martin. Comparing software prediction techniques using simulation. 27, 2001, p. 1014–1022. DOI 10.1109/32.965341.
- Kadoda, Gada; Webster, Steven. An investigation of machine learning based prediction systems. 53, 2000, p. 23–29. DOI 10.1016/S0164-1212(00)00005-4.